# رايموند لويس كينيدي
رايموند لويس كينيدي (بالإنجليزية: Raymond Louis Kennedy)‏ هو منتج أسطوانات وكاتب أغاني وموسيقي أمريكي، ولد في 26 نوفمبر 1946 في فيلادلفيا في الولايات المتحدة، وتوفي في 16 فبراير 2014 في لوس أنجلوس في الولايات المتحدة.

## وصلات خارجية
- رايموند لويس كينيدي على موقع IMDb (الإنجليزية)
- رايموند لويس كينيدي على موقع ميوزك برينز (الإنجليزية)
- رايموند لويس كينيدي على موقع ديسكوغز (الإنجليزية)